# Brodiaea minor
Brodiaea minor ist eine Pflanzenart aus der Gattung Brodiaea in der Familie der Spargelgewächse (Asparagaceae). Sie kommt im westlichen US-Bundesstaat Kalifornien vor.

## Beschreibung

### Vegetative Merkmale
Brodiaea minor wächst als ausdauernde krautige Pflanze. Als Überdauerungsorgane werden Pflanzenknollen gebildet. Je Knolle werden während der Vegetationszeit ein bis sechs schmale Laubblätter produziert.

### Generative Merkmale
Die Blütezeit liegt in Kalifornien von April bis Juli. Der schlanke Blütenstandsschaft ist 10 bis 25 Zentimeter lang. Endständig auf dem Blütenstandsschaft befindet sich ein offener, doldiger Blütenstand. Die Tragblätter hüllen auch, während der Blütenstand noch knospig ist, diesen nicht vollständig ein. Es sind auch Deckblätter vorhanden. Der Blütenstiel ist bis zu 4 Zentimeter lang.
Die zwittrigen Blüten sind radiärsymmetrisch und dreizählig. Es sind zwei Kreise mit je drei Blütenhüllblättern vorhanden, die an ihrer Basis verwachsen sind. Die drei äußeren Blütenhüllblätter sind mit einer Breite von 3 bis 5 Millimetern etwas schmaler als die inneren drei, die 3,5 bis 6 Millimeter breit sind. Die sechs violetten Blütenhüllblätter sind zu einer bei einer Länge von 6,5 bis 10,5 Millimetern krugförmigen, undurchsichtigen Blütenröhre verwachsen, die sich oberhalb des Fruchtknotens verengt und auch bis zur Fruchtreife nicht aufspringt. Die Blütenkrone ist insgesamt 18,5 bis 29 Millimeter lang und der freie Teil der Blütenhüllblätter ist meist mehr als doppelt so lang wie die Blütenröhre. Der freie Teil der Blütenhüllblätter ist bei einer Länge von 11 bis 19 Millimetern ausgebreitet bis aufrecht. Bei Brodiaea minor befinden sich innerhalb der Blütenhüllblätter und mit diesen verwachsen drei sterile Staubblätter, also Staminodien, die kleinen Kronblättern ähneln und jeweils den äußeren Blütenhüllblättern gegenüber stehen. Bei den nahe der Staubblätter befindlichen, weißen und 7 bis 11,5 Millimetern breiten Staminodien sind die Ränder zu 3/4 nach innen eingerollt und das obere Ende ist gekerbt. Die drei fertilen Staubblätter befinden sich gegenüber den inneren Blütenhüllblättern und sind gleichfalls an der Basis der Blütenhülle verwachsen. Die Staubfäden sind 1 bis 3,5 Millimeter lang. Die Größe und Form der Staubblätter und der Strukturen an der Basis der Staubfäden sind wichtige Bestimmungsmerkmale für die Brodiaea-Arten. Die Staubbeutel sind 4 bis 6,5 Millimeter lang. Drei Fruchtblätter sind zu einem 3,5 bis 6,5 Millimeter langen, dreikämmerigen Fruchtknoten verwachsen. Der 6,5 bis 11 Millimeter lange Griffel endet in einer dreilappigen Narbe.
Die eiförmigen Kapselfrüchte öffnen sich fachspaltig = lokulizid. Die Samen sind schwarz.

### Chromosomensatz
Die Chromosomengrundzahl beträgt x = 6; es liegen verschiedene Ploidiegrade mit einer Chromosomenzahl von 2n = 12, 16 oder 24 vor.

## Vorkommen
Brodiaea minor kommt im nördlichen bis zentralen Kalifornien vor. Es gibt Berichte, dass Brodiaea minor auch im südlichen Oregon vorkommt.
Sie gedeiht im Grasland, auf Weiden, im Chaparral, in offenen Waldland der Vorgebirge, am Rand episodischer, ephemerer Stillgewässer, manchmal über Serpentingestein oder Gabbro in Höhenlagen von 55 bis 1500 Metern.

## Taxonomie
Die Erstbeschreibung des Basionym Brodiaea grandiflora var. minor Benth. erfolgte 1857 durch George Bentham in Plantas Hartwegianas imprimis Mexicanas, 340. Den Rang einer Brodiaea minor (Benth.) S.Watson  hat sie durch Sereno Watson in Proceedings of the American Academy of Arts and Sciences, Volume 14, Seiten 236 erhalten. Synonyme für Brodiaea minor (Benth.) S.Watson sind seit 2006: Hookera minor (Benth.) Britten ex Greene, Brodiaea purdyi Eastw., Hookera purdyi (Eastw.) A.Heller.
Lange Zeit galt Brodiaea nana als Varietät Brodiaea minor var. nana (Hoover) Hoover veröffentlicht in American Midland Naturalist, Volume 22, Issue 3, 1939, Seite 566. Niehaus 1971 trennte die Populationen der drei Taxa Brodiaea minor (Benth.) S.Watson, Brodiaea nana Hoover und Brodiaea purdyi Eastw. wohl nicht richtig. Deshalb wurde durch Robert E. Preston 2006 Brodiaea nana Hoover reaktiviert und Brodiaea purdyi Eastw. zum Synonym.